# Landskrona–Kävlinge Järnväg
Landskrona-Kävlinge Järnväg (LaKJ) öppnades 1893 och uppgick i Landskrona-Lund-Trelleborgs Järnväg 1919. Banan förstatligades 1940 och eldrift infördes 1949. I slutet av 1990-talet revs banan delvis upp och ersattes av en ny bana med nordligare läge i samband med omdragningen av Västkustbanan (öppnad 2001). Nuvarande pågatågsstationer är Landskrona, Häljarp, Dösjebro och Kävlinge.

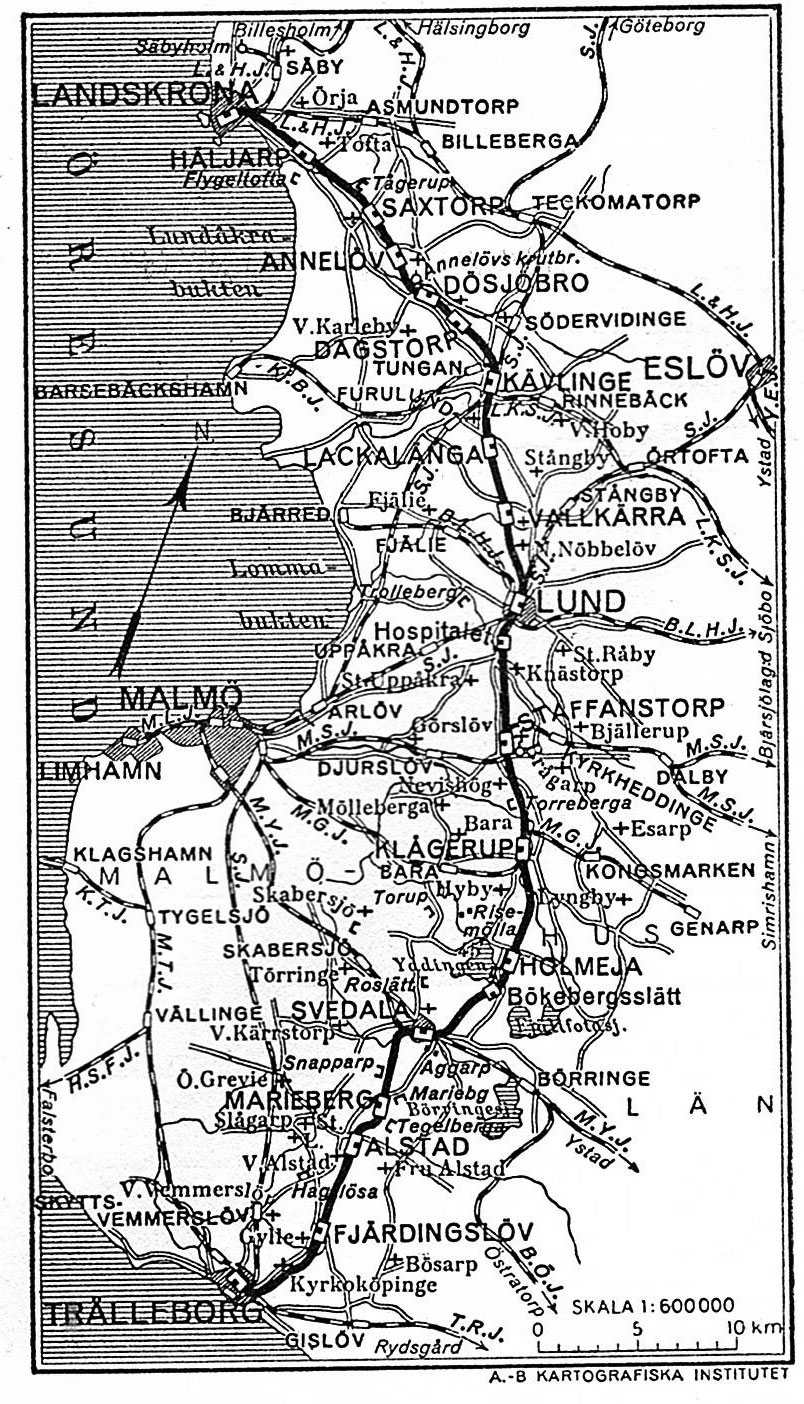
LLTJ. Karta 1926.

Längs järnvägen ligger sju stationer. Dessa presenteras nedan (kilometer från Landskrona): 
- Landskrona (0)
- Häljarp (4,5)
- Saxtorp (9,2)
- Annelöv (11,4)
- Dösjebro (14,2)
- Dagstorp station (16,2) (i Dagstorps landskommun)
- Kävlinge (20,4)